# Donín (Hrádek nad Nisou)
Donín (německy Dönis) je část města Hrádek nad Nisou v okrese Liberec. Nachází se na jihu Hrádku nad Nisou. Donín leží v katastrálním území Donín u Hrádku nad Nisou o rozloze 3,21 km².

## Historie
První písemná zmínka o vesnici pochází z roku 1454,  kdy je Donín uváděn na listině spolu s dalšími sídly grabštejnského panství.
Název vesnice nemá nic společného s rodem purkrabích z Donína, tedy saské Dohny, kteří byli prvními známými držiteli okolního panství Grabštejn. Jméno je téměř jistě odvozeno od jména vesnického lokátora, zřejmě jakéhosi Denise. Protože jméno předpokládaného lokátora, Denis, je čistě německé, má se obecně za to, že založení obce by mohlo spadat ještě do doby velké německé kolonizace 13. století a vlády Přemysla Otakara II., takže by Donín patřil k nejstarším vsím na Liberecku.
Vesnice od svého založení až do zavedení okresů v letech 1849–1850 podléhala přímo grabštejnským pánům a nikdy nebyla udělena někomu v léno. Z hlediska církevní správy patřila pod farnost v Hrádku nad Nisou. V roce 1654 nebyl v obci podle berní ruly ani jeden sedlák, jen deset chalupníků a dva zahradníci, tedy hospodáři bez větších polností. K tomu noví osídlenci. Žádný grunt ale nebyl po třicetileté válce zpustošen. V roce 1834 již bylo ve vsi 98 domů a 608 obyvatel.

## Pamětihodnosti
- Socha Piety z roku 1803, památkově chráněná[8]

## Další fotografie

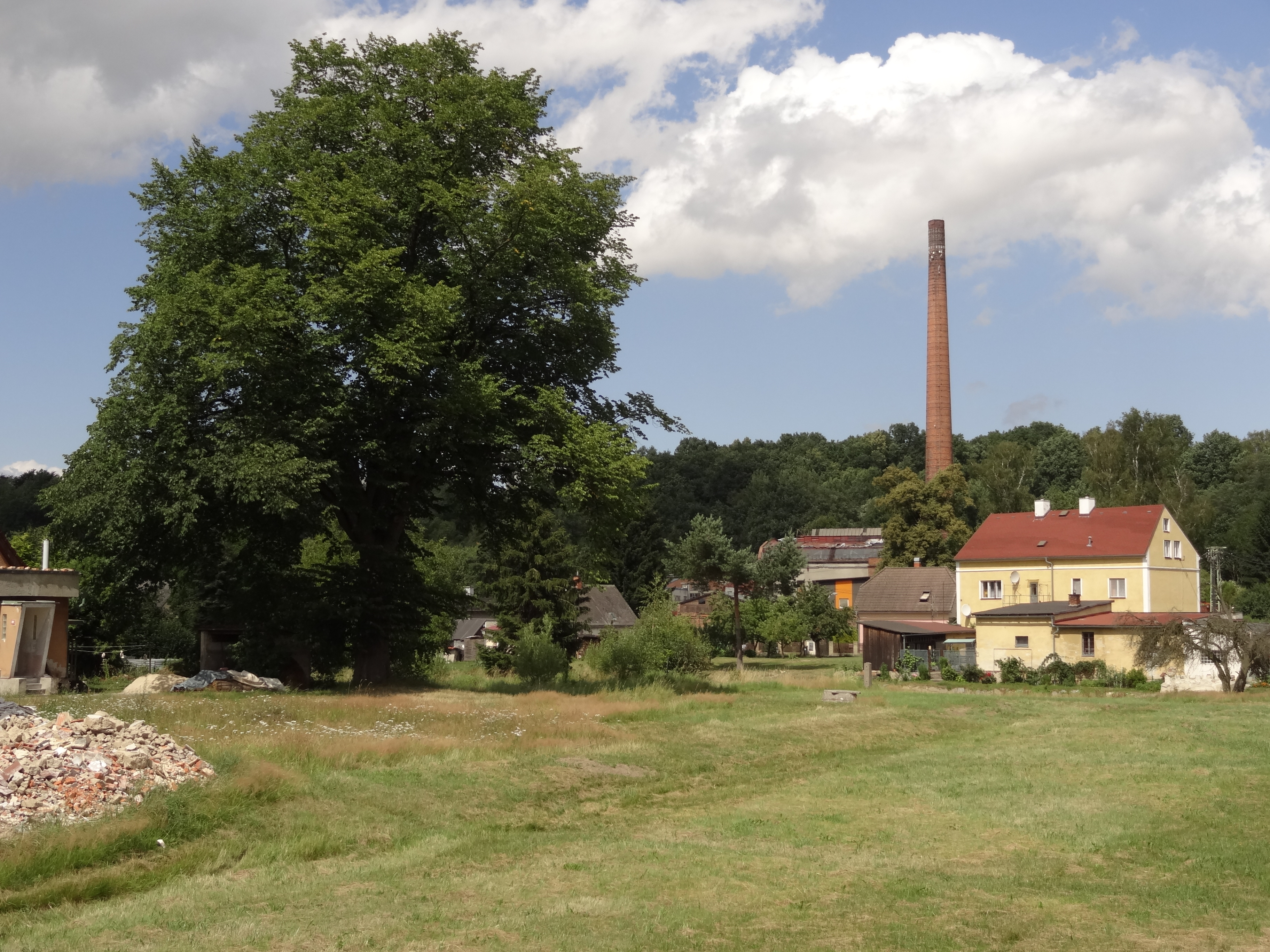
Památný Donínský jilm
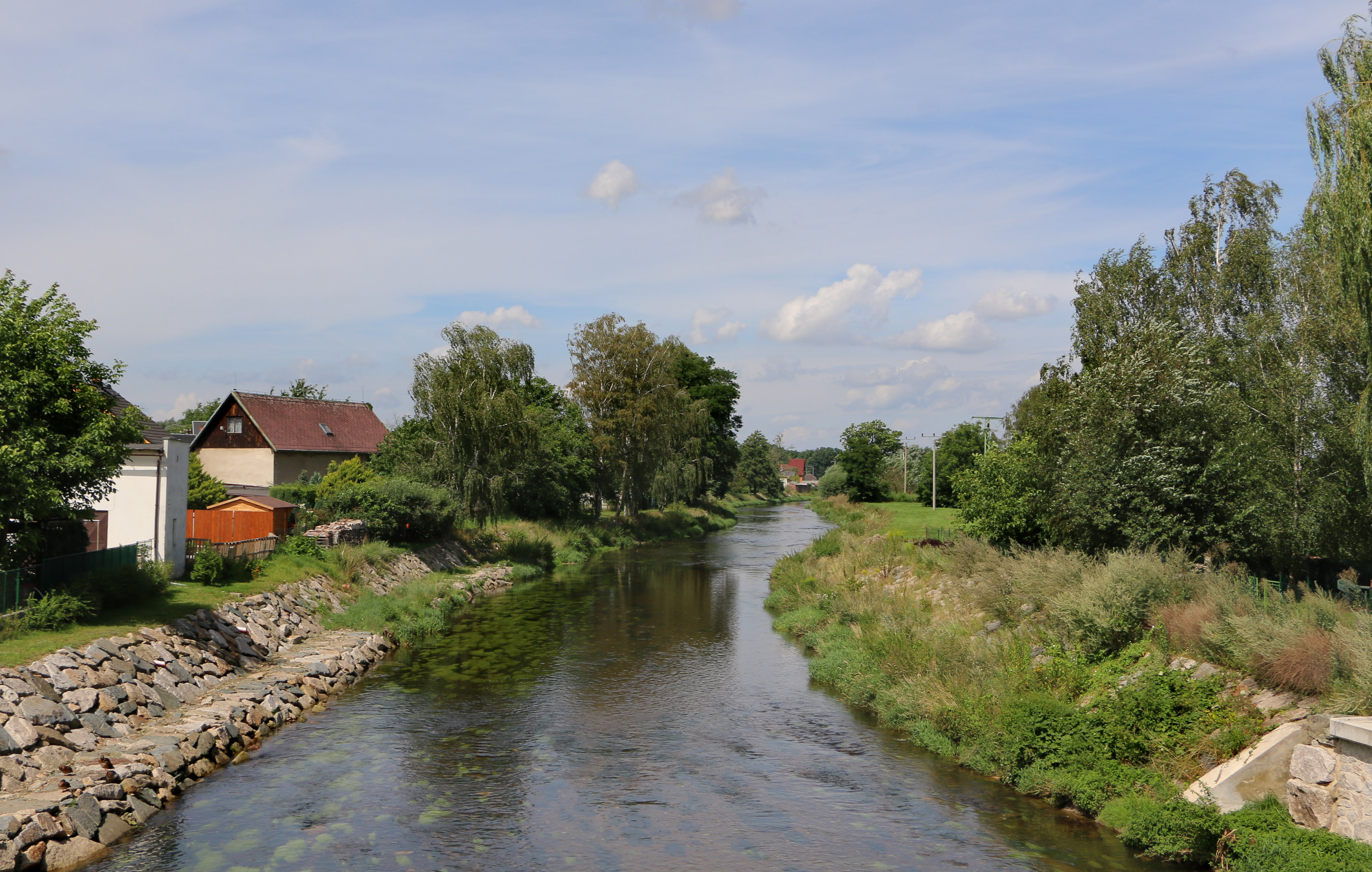
Lužická Nisa
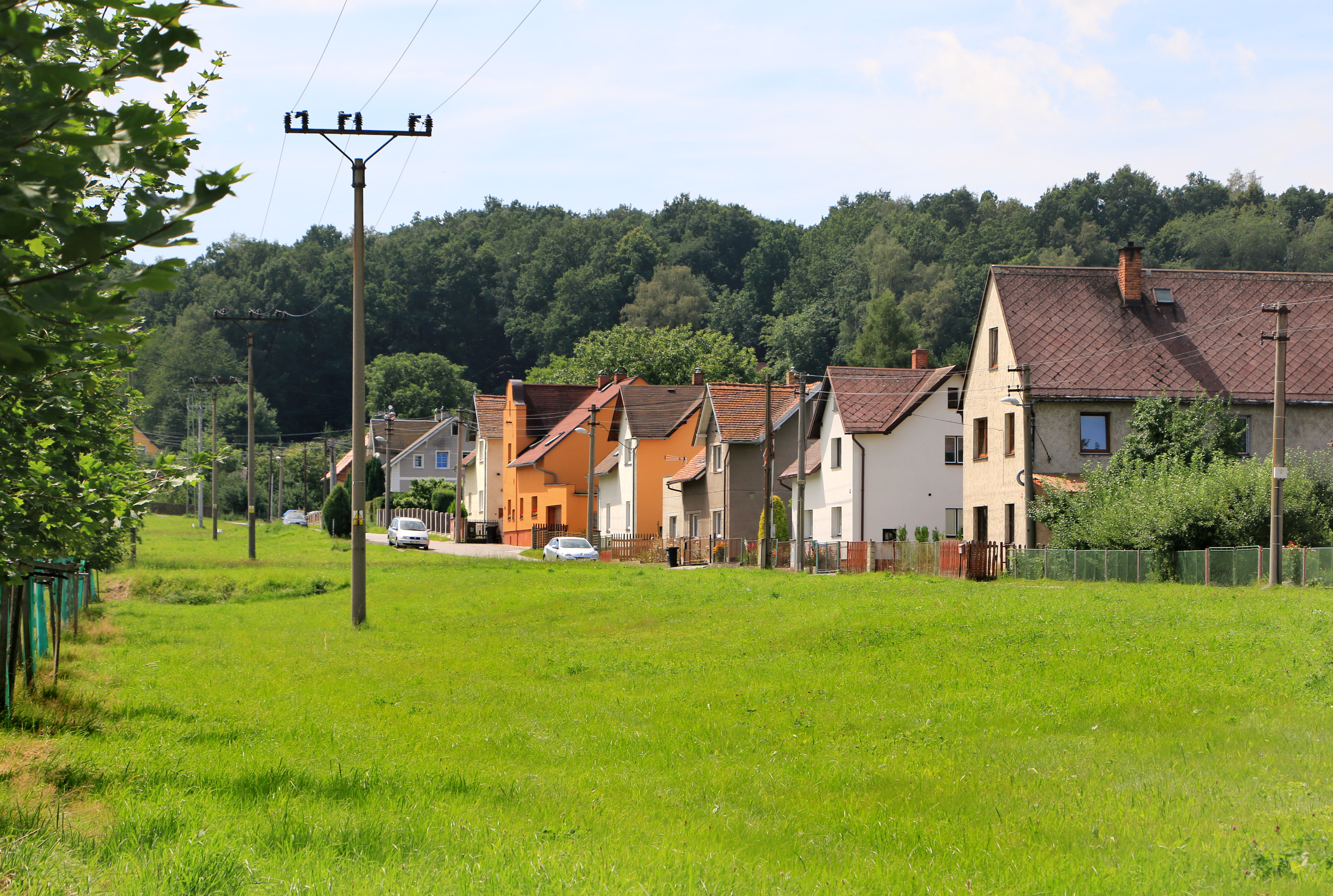
Domky u Souběžné ulice
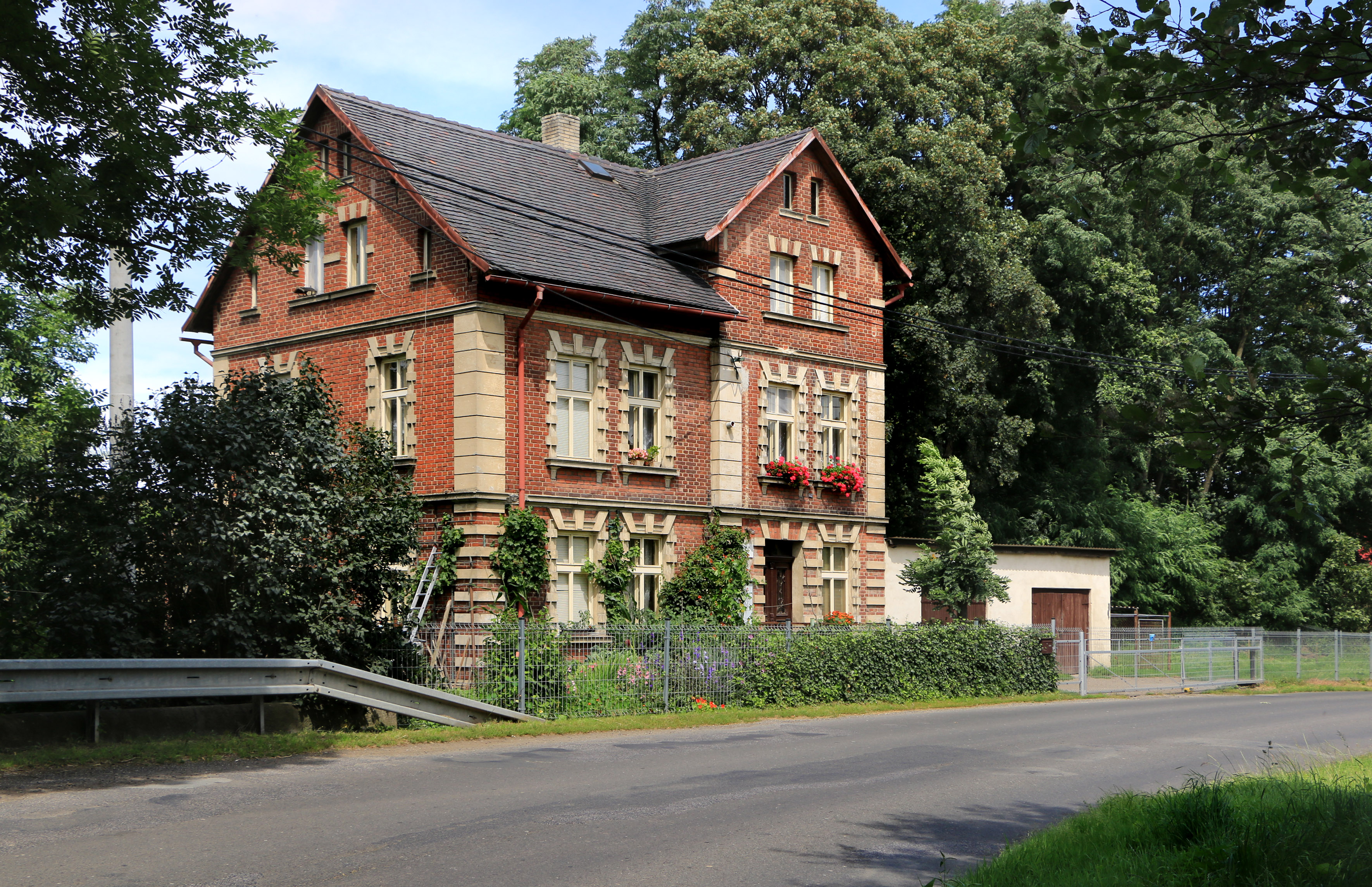
Dům čp. 220